# Kōzō Yūki
Kōzō Yūki (jap. 結城 耕造 Yūki Kōzō; ur. 23 stycznia 1979) – japoński piłkarz występujący na pozycji obrońcy.

## Kariera klubowa
Od 2002 do 2008 roku występował w klubach JEF United Chiba i Sanfrecce Hiroszima.